# Agrostis debilis
Agrostis debilis é uma espécie de gramínea do gênero Agrostis, pertencente à família Poaceae.